# Monte Holy Cross
El monte Holy Cross es una alta y prominente cima ubicada en el norte de la Cordillera Sawatch de las Montañas Rocosas de América del Norte. Tiene 4270 m de altitud y está situado unos 10 km al oeste de Red Cliff, Colorado, Estados Unidos.

## Montaña
La montaña Holy Cross (Cruz Santa, en español) fue nombrada así por su distintivo nevero en forma de cruz en su cara norte. Bajo la administración del presidente Herbert Hoover fue declarada monumento nacional en 1929. El monumento fue transferido a parque nacional en 1933.

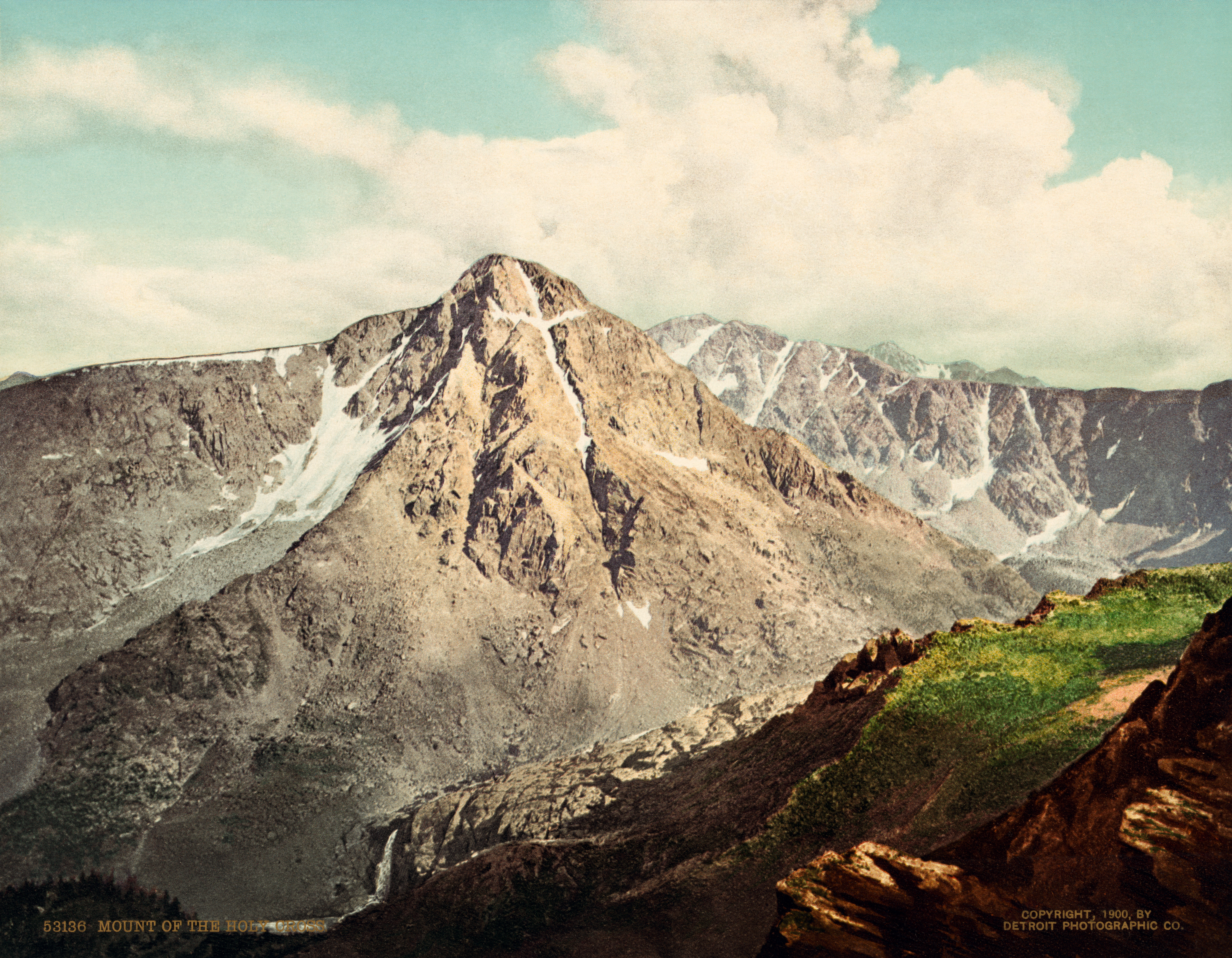
Fotografía coloreada del monte Holy Cross, en 1900, en la que se puede apreciar la famosa cruz de nieve.

Esta montaña ha sido objeto de pintores, fotógrafos e incluso de un poema de Henry Wadsworth Longfellow "The Cross of Snow" (La cruz de nieve, en español). En la actualidad, no es tan conocida como lo fue en el pasado-
El primer ascenso conocido a esta montaña fue en 1873 por Ferdinand Vandeveer Hayden y el fotógrafo William Henry Jackson durante las expediciones geográficas de Hayden, aunque probablemente fue ascendida con anterioridad por mineros nativo americanos.
Holy Cross puede ser escalada desde al menos cuatro rutas diferentes, y es ha sido tristemente famosa por arriesgar o poner en peligro la vida de muchos escaladores y provocar tragedias en escaladores poco preparados.